# Zhang Zhan
Zhang Zhan (Xianyang, 2 de septiembre de 1983) es una periodista ciudadana china y ex abogada que fue torturada y sentenciada en diciembre de 2020 a cuatro años de prisión por los cargos de "provocar peleas y provocar problemas" (寻衅 滋事) por informar sobre el mal manejo del gobierno chino de la pandemia de COVID-19. Es la primera periodista ciudadana condenada por informar sobre la pandemia en China, aunque en diciembre de 2020 al menos otros 47 periodistas estaban detenidos en China por sus informes sobre el coronavirus. Desde el 31 de julio hasta el 11 de agosto de 2021, Zhang fue hospitalizada debido a la desnutrición después de una huelga de hambre intermitente prolongada. A finales de octubre, su madre y su hermano consideraron que Zhang estaba al borde de la muerte mientras continuaba su huelga de hambre, lo que provocó que el gobierno de Estados Unidos y Reporteros sin Fronteras pidieran su liberación incondicional inmediata.

## Trayectoria
Zhang solía trabajar como abogada, pero le revocaron la licencia por participar en el movimiento Weiquan. En agosto de 2018, la policía advirtió a Zhang por presuntamente incitar a la subversión. En septiembre de 2019, durante las protestas de Hong Kong de 2019-2020, Zhang sostuvo un paraguas en Nanjing Road y People's Square en Shanghai en apoyo de los manifestantes, con el lema "Fin al socialismo, Partido Comunista abajo". El 9 de septiembre fue detenida por sospecha de "alteración del orden público" hasta el 13 de noviembre, tiempo durante el cual realizó dos huelgas de hambre. En abril de 2019, las autoridades la detuvieron por el mismo cargo.
El 1 de febrero de 2020, Zhang viajó desde Shanghai, su lugar de residencia, a Wuhan para cubrir la pandemia de COVID-19 allí como periodista ciudadana. En docenas de videos cortos y temblorosos que transmitió en vivo y subió a Twitter, YouTube y otras redes sociales, documentó hospitales desbordados, tiendas vacías, el Instituto de Virología de Wuhan, crematorios, la detención de periodistas independientes. y hostigamiento de las familias de las víctimas de la pandemia en busca de rendición de cuentas. También escribió ensayos. Una noticia del 16 de febrero acusó al gobierno de encubrir el verdadero número de infecciones y muertes "en nombre de mantener la estabilidad", de mantener a los medios de comunicación bajo control, y acusó a las autoridades de "ordenar y privar de forma coercitiva y violenta a las personas de sus derechos humanos y de propiedad "a través del estricto bloqueo impuesto. Según Zhang, los crematorios en Wuhan funcionaban día y noche, en un momento en que los medios estatales afirmaban que la pandemia estaba bajo control. Otro video la mostraba visitando la estación de policía donde Li Wenliang había sido reprendido por difundir el brote, tratando de obtener información sobre su caso. En su último video antes del arresto, criticó el encierro en Wuhan por ser indebidamente duro, diciendo que el gobierno había manejado la ciudad con "intimidación y amenazas", y que esta era "verdaderamente la tragedia de este país". Los periodistas ciudadanos han sido una fuente de información sin filtrar sobre la pandemia en China, sin embargo, hay muy pocos por falta de acreditación para ellos.

## Arresto y tortura
La Red de Defensores de Derechos Humanos de China, un grupo chino de derechos humanos, registró que Zhang desapareció el 14 de mayo de 2020, el día después de la última vez que transmitió una transmisión en vivo desde cerca de la estación de tren de Hankou. Más tarde se reveló que fue detenida por la policía en un hotel cerca de la estación de tren donde se hospedaba y transportada de regreso a Shanghai. En los días previos a perder el contacto con sus amigos, les había dicho que la estaban siguiendo. Fue encarcelada sin cargos hasta noviembre. Zhang es uno de varios periodistas ciudadanos, incluidos Li Zehua, Chen Qiushi y Fang Bin, que desaparecieron al mismo tiempo. El 19 de junio de 2020, Zhang fue arrestada formalmente por orden del fiscal del estado de Pudong. Estuvo detenida en el centro de detención de Pudong. Fue puesta en libertad el 13 de mayo de 2024.
Según Amnistía Internacional, Zhang fue torturada durante tres meses antes de la sentencia, lo que implicó que la mantuvieran encadenada y esposada las 24 horas del día durante todo el tiempo y que la alimentaran a la fuerza; Zhan había estado en huelga de hambre desde junio de 2020 y desde que empezó a ser alimentada a la fuerza a través de una sonda nasogástrica: le ataron las manos para evitar que se la quitara. Su madre lo describió como una "huelga de hambre parcial" en la que Zhang comía frutas y galletas, pero no carne, arroz ni verduras. Uno de sus abogados dijo que había comenzado a tomar algo de comida después de que su salud empezara a empeorar. Su abogado Ren Quanniu dijo que Zhang le había dicho en ocasiones anteriores que su huelga de hambre era para protestar contra la restricción de la libertad de expresión en China, en lugar de ser liberada.

## Sentencia
Fue acusada de «provocar peleas y causar problemas», un cargo que el gobierno chino utiliza a menudo para arrestar a los opositores, y fue sentenciada a cuatro años de prisión. El fallo acusó a Zhang de hablar con medios extranjeros como Radio Free Asia y The Epoch Times y difundir información falsa sobre la pandemia de COVID-19 en Wuhan. Zhang también fue acusada de inventar dos elementos en su informe de Wuhan; que los residentes se vieron obligados a pagar una tarifa para tomar las pruebas de COVID-19 y que los residentes confinados en sus hogares recibieron vegetales podridos de los comités vecinales. Zhang admitió todos los hechos materiales del caso, pero se negó a declararse culpable y dijo que su información no era falsa.
Los partidarios y un diplomático británico no pudieron entrar a la sala del tribunal durante el juicio, que duró menos de tres horas en total. Fue sentenciada por un tribunal de Shanghai a cuatro años de prisión, lo que la convirtió en la primera periodista condenada por informar sobre la pandemia en China.